# Kolnica (województwo opolskie)
Kolnica (niem. Lichtenberg – góra światła (kościół wiejski znajdował się na wzniesieniu)) – wieś w Polsce położona w województwie opolskim, w powiecie brzeskim, w gminie Grodków.
Wieś leży przy drodze wojewódzkiej nr 401 w odległości 4 km od zjazdu na autostradę A-4. Miejscowość leży w odległości 50 km od Wrocławia i 40 km od Opola.
W Kolnicy znajduje się jeden z najstarszych w okolicy kościół pw. św. Wawrzyńca wzmiankowany w 1242 r. Świątynia charakteryzuje się rzadko spotykaną ośmiokątną wieżą (34 m), zwieńczoną płaskim dachem. Obiekt wybudowano w stylu gotyckim, i rozbudowywano w miarę upływu wieków.
Ponadto we wsi zachowały się domy mieszkalne z XVIII–XIX wieku. Dokumenty wzmiankują również istnienie na wzgórzu Kahleta średniowiecznego zamku, jednak obecnie nie zachowały się żadne ślady jego istnienia.

## Historia
Wioska była typowo niemiecką osadą. Po raz pierwszy pisano o niej w dokumencie z 1242 roku. Wtedy to nosiła nazwę Lichtenberg. W rejestrze śląskiej historii doktora Gruhagena pod datą 12 VI 1242 r. napisane jest: „Książę Bolesław daje Hermanowi prawo do majątku w Kolnicy niedaleko Grodkowa. Kiedyś należał on do Ulricusa de alta vago, który został skazany na wygnanie z kraju”. Z treści dokumentu można wnioskować, że Kolnica powstała dużo wcześniej, a jej pierwszym właścicielem był wspomniany wcześniej Ulricus, a nie żaden znaczący sołtys. W dokumencie jest także mowa o kościele, który należał do najstarszych archiprezbiterialnych biskupstw brzeskich. Ponieważ świątynia stała już w 1242 r., początki wsi muszą być zaznaczone już wcześniej. W innym dokumencie odnajdujemy zapis: „Książę Henryk IV z Wrocławia i Sandomierza (mowa o Henryku IV Probusie) sprzedał majątek Lichtenberg 29 I 1289 r. obywatelowi o nazwisku Konrad Winer pochodzącemu z Austrii. Sołectwo i należące do niego pola kosztowały 50 srebrnych marek. Pojedyncze pole kosztowało 11 marek. Pieczę nad kościołem sprawował ten sam Winer wyznaczony na to stanowisko przez samego księcia dnia 23 X 1290 r. Hans Dobertin w XVII tomie Śląskiej Historii Kościelnej zadaje pytanie „Kto tworzy wioskę parafialną Lichtenberg przy Grodkowie?”.
„Na południowy wschód od Wrocławia przy drodze z Oławy do Grodkowa leży wieś parafialna – Lichtenberg. Jest to wydłużona wieś, obok której znajduje się niewielki pagórek. Na nim śląski przywódca von Barby wystawił w dniu 6 VII 1303 r. list poręczycielski dla rycerza von Richtenstein”. Prawdopodobnie był on związany z klasztorem Kamens niedaleko Glau. Ów klasztor pobierał w 1316 r. dziesięcinę z dwudziestu pól należących do Lichtenbergu. W dalszej części dokumentu biskupa Prenzeslaus z Pogorzeli jest napisane: „siostrzeniec biskupa, Jaracz z Pogorzeli kupił w tym dniu wieś za 1600 marek praskich groszy od rycerza Hentschel Czernik, jego szwagierki, żony i dzieci. Od kupna odciągnięto podatek z 59 pól, po pół marki praskich groszy za każde”.
27 III 1378 r. Jaracz z Pogorzeli przekazał wieś żonie Annie, czego świadkiem był jej brat, który miał otrzymać wieś w razie jej śmierci. W 1293 r. napisano, że właścicielem grodu Lichtenberg zostaje rycerz Ulrich von Luthenburch.
To najstarsze znalezione dokumenty mówiące o wiosce. Kto był jej prawdziwym założycielem, nie wiadomo do dzisiaj. Najprawdopodobniej do jej powstania przyczyniły się plemiona słowiańskie, lecz nie zostało to udowodnione. Niemieccy osadnicy zostali za panowania Henryka I zwołani na Śląsk. Wtedy Słowianie przenieśli się na wschód. Niemcy przybyli w koloniach z Frankonii, Hesji, Turyngii i Niderlandów ze wszystkim, czego potrzebowali (bydło, zboże, narzędzia rolnicze) zasiedlając okolice Legnicy, Nowego Targu, Brzegu, Oławy, Grodkowa, Strzelina i Nysy. Przyznano im duże powierzchnie lasów, które po wykarczowaniu zmieniono w pola uprawne. Budowano domy i tworzono osady, którym nadawano niemieckie nazewnictwo. Zasiedlano także opuszczane przez Słowian osady. W starych świadectwach często wymieniany jest zamek, pagórek zamkowy i majątek. Odnoszą się one do pana Kachlerta. Prace na wspomnianym pagórku prowadził niegdyś dr Zobel z komisji historycznej, który był głęboko przekonany o istnieniu tej budowli. W książce „Kto jest kim w »Trologii«” przy pozycji Bogusława Radziwiłła czytamy: „Wychowywany na zamku Lichtenberg we Frankonii”.
W 1241 r. miał miejsce napad Mongołów na Śląsk. Miasta i wsie stanęły w ogniu, a ponieważ Mongołowie przybyli z Opola przez Grodków, a Kolnica już wtedy istniała, dlatego nie została obroniona przed napadem. Mongołowie udali się na bitwę pod Legnicą. Odbudowano zniszczone domy, nadal karczowano lasy, by w ich miejscu tworzyć nowe miejsca pod uprawę. Ciężkim ciosem był wybuch epidemii dżumy na Śląsku. Całe miejscowości wymierały z jej powodu. Na 10 osób życie traciło aż 7. Złożono ślubowanie patronowi dżumy św. Rochowi (najprawdopodobniej w tym czasie została wybudowana jego kaplica, która uległa zniszczeniu podczas działań II wojny światowej). Do wymarłych gospodarstw wprowadzali się nowi osadnicy pochodzący ze środkowych Niemiec i odbudowywali zgliszcza. W tych okolicach zasiedlili się także Flamowie – stąd pochodzi sposób mówienia, który zachował się do dziś. Dialekt ten charakteryzował się mrocznym tonem, mówiono „krzywo i mruczano”. Większość osadników stanowili jednak w dalszym ciągu Niemcy.
Od końca XVIII w. wieś posiadała pieczęć gminną, na której wizerunku przedstawiono kościół lub kaplicę  z kopułą, po obu stronach wyrastają  po trzy kwiaty.
W latach 1954–1972 wieś należała i była siedzibą władz gromady Kolnica. 

## Położenie
Rozciągała się ona ze wschodu na zachód i leżała na drodze Nysa – Wrocław. Miała około 300 metrów szerokości, 1,25 km długości. Leżała 161 m n.p.m. Jej kształt był owalny. Zabudowana, pozbawiona jakichkolwiek murów obronnych, wież strażniczych itp. Liczba ludności przed I wojną światową wynosiła 789 osób – wszyscy wyznania rzymskokatolickiego. W wiosce znajdowały się wówczas: kościół, szkoła (trzy klasy) i poczta. Kolnica była okręgiem urzędowym, w skład którego wchodziły także Wojsław, Wierzbnik i Polana.
Po „wielkiej wojnie” zbudowano 9 nowych domów, gdzie zamieszkały nowe rodziny. Liczba mieszkańców uległa zmniejszeniu w stosunku do stany sprzed 1914 r. Wieś była w dobrym stanie, budowle były masywne. W czasie tworzenia osady twórca (mógł to być duchowny) wyznaczył tzw. „lokatora”, który odpowiadał za zabudowę i wygląd miejscowości. Nie wiemy, kim był ów mężczyzna, lecz sądząc po wyglądzie miejscowości był mądrym i sumiennym człowiekiem, który potrafił trzeźwo myśleć.
Gospodarstwa najprawdopodobniej były małe i prymitywne. Na ich budowę zapewne używano drewna, słomy i gliny. Dość często dochodziło do wybuchu pożarów. Jako że nieznane były wówczas pompy strażackie, w każdym gospodarstwie znajdował się bosak (drąg zakończony hakiem stalowym; służył jako sprzęt pożarniczy, saperski, żeglarski itp.) i wiadra mające specjalną budowę ułatwiającą wykorzystanie ich w czasie pożarów. Ich gaszenie polegało na użyciu tzw. „stodół drabiniastych” – przystawiano je do palących się budynków. Mężczyźni siadali na słomianym dachu i, tworząc łańcuch, podawali jeden drugiemu kubły z wodą. Inni gasili ogień bosakami. Już w czasie tworzenia wsi rozplanowano równomierne rozłożenie stawów na jej terenie.

## Wioska poI wojnie światowej
Przy ułożeniu gospodarstw, budynek mieszkalny znajdował się po jednej stronie, a wycug po drugiej, razem z budynkami gospodarczymi. Większość gospodarstw posiadał między nimi mur z dużą bramą. W kilku gospodarstwach budowano dwupiętrowe domy, które stały w poprzek budynków gospodarczych. Budynki gospodarcze zazwyczaj nie posiadały okien. Wykorzystywano jej jako spiżarki. Gospodarstwa charakteryzujące się takim właśnie układem zabudowań nazywano „czterostronnymi”. Przy nich budowane były nierzadko łuki bramowe zamykające podwórko od przodu. Łuki były frankońskiego pochodzenia.
Wzdłuż wsi prowadziła droga, po której obu stronach stały domy rzemieślników i przedsiębiorców. Jej szerokość wynosiła 7-8 metrów. Znajdujące się przy jej obu stronach rowy pełniły rolę kanałów melioracyjnych w czasie większych deszczów. Niegdyś na terenie miejscowości znajdowało się aż siedem stawów, po I wojnie powstał jeszcze jeden, a pomiędzy gospodarstwami Kachlerta i Hubricha powstały dwa piękne ogrody. Na wiejskim placu zatrzymywały się wędrowne cyrki. We wsi znajdował się wówczas pomnik poświęcony pamięci osób poległych w czasie wojny. Nieopodal znajdowała się remiza strażacka i transformator. W pobliżu budynku remizy swoją siedzibę miał kierownik straży nocnej. W czasach, gdy wiele zabudowań krytych było słomianymi dachami, tego typu działania były konieczne. W roku 1918 wiejska droga doczekała się utwardzenia kawałkami kamieni i pirytem, dzięki czemu możliwy był bezproblemowy przejazd nią o każdej porze roku. Kolnica należała do najpiękniejszych miejscowości w okręgu. Wszystkie gospodarstwa posiadały uznanie władz wyższych. We wsi znajdował się warsztat tkacki należący do zmarłej w 1920 roku Karoliny Sparlich. Warto także zaznaczyć, iż na żadnego z mieszkańców wioski do końca I wojny światowej nie została nałożona najmniejsza nawet karą. We wsi funkcjonowała także piekarnia.

## Zabytki
Do wojewódzkiego rejestru zabytków wpisany jest kościół par. pw. św. Wawrzyńca, z XIV w., z XVIII-XIX w..
Kościół stał on już we wsi w 1242 r., dokładny rok jego budowy nie jest znany. Jest to świątynia o charakterze zarówno liturgicznym, jak i obronnym, o czym świadczy jego mocna budowa (zarówno kościoła właściwego, jak i wieży), jak również 8 okien przy wieży, 6 małych okienek na jego dachu, szczeliny w wieży i od wschodniej strony w kopule świątyni. Ośmiokątna, wysoka na 34 metry wieża znajduje się po stronie zachodniej. Na całej wysokości bardzo masywna, baz szpica, który substytuuje płaski dach. Niektóre źródła podają, że owa wieża uwieńczona była ongiś szpicem, który uległ zniszczeniu w czasie jednego z pożarów, które wybuchały w Kolnicy. Wewnątrz wieży zamontowane były trzy dzwony, które trzy razy dziennie wzywały do modlitwy wszystkich parafian, a także zawiadamiały o smutkach i radościach. Wieża posiadała także zegar. Jej ściany posiadały około dwóch metrów grubości. Wewnątrz znajdowały się schody prowadzące na strych, gdzie zawieszone były wspomniane wcześniej dzwony. Po wschodniej stronie kopuły dachu kościelnego stał półtorametrowy krzyż wykonany z piaskowca, którego ramiona posiadały zakończenia w kształcie lilii.
W 1726 r. kościół zapłonął. Przyczyny i straty w wyniku pożaru nie są znane, ponieważ w tamtych czasach nie dokonywano szczegółowych inwentaryzacji. W sprawie tego pożaru, August Ziebolz przekazuje następujące informacje: „W czasie pożaru w płomieniach stał nie tylko kościół, ale i niektóre gospodarstwa. Spaleniu uległy również dokumenty przechowywane na plebanii i w wieży kościelnej. Były wśród nich księgi z aktami chrztów, które zostały napisane od nowa, uzupełniając w miarę możliwości informacje o żyjących, jak i zmarłych mieszkańcach”. Po pożarze, wieżę podniesiono o jedno piętro i zamiast szpica przykryto ją płaskim dachem (niektóre źródła donoszą, że wcześniej jej wysokość wynosiła około 50 metrów). Prawdopodobnie kształt kościoła również uległ zmianie. Nie wiadomo, czy ogień uszkodził także dzwony. „Ich dźwięk był piękny i harmoniczny, każdy słuchał go chętnie” W czasie I wojny dwa z nich zostały przetopione. Ten, który został był najmniejszy z całej trójki. Gdy powojenny kryzys gospodarczy dobiegł końca, zamontowano nowe dzwony odlane we Wrocławiu. Mieszkańcy byli szczęśliwi, gdyż dźwięk dzwonów był podobny do tego, jaki wydawały poprzednie. Radość nie trwała jednak długo, bo podczas II wojny światowej, nowe dzwony zostały znowu odtransportowane.
Kościół po I wojnie światowej
Każdy zakątek wewnątrz świątyni musiał być dobrze wykorzystany, ponieważ z czasem zaczynała być ciasna dla mieszkańców Kolnicy. W celu oszczędności miejsca, ławki były wąskie. Nad ołtarzem znajdował się duży obraz nie oprawiony w ramę. Rozciągał się na całą jego szerokość. Tematem dzieła było niebo nad głowami wiernych. Po obu stronach ołtarza ustawionych było 8 mosiężnych świeczników. W wielkie święta dodawano jeszcze po 2 z każdej strony (były to figury aniołów trzymających w ręku trójramienny świecznik). Nad ołtarzem znajdowały się cztery figury naturalnych rozmiarów, które zachowały się do dziś. Postaciami przez nie przedstawionymi są:
- święty Wawrzyniec (patron kościoła) trzymający w ręki kratę, na której poddawany był torturom;
- święty Sebastian przywiązany do drzewa. W jego ciało wbite są strzały, od których zginął;
- święty Roch jako pielgrzym kijem wędrownych, workiem, butelką wody i psem;
- święty Jerzy z mieczem.

Niestety, w 1945 r. trzy figury zostały uszkodzone (odcięto im ramiona). Nad nimi znajdował się obraz zachwycający szczególnym pięknem. Przedstawiał Najświętszą Marię Pannę jako dziewczynkę z rodzicami; św. Anną, św. Joachimem. Na stopniach prowadzących do ołtarza wyłożone było trzy dywany perskie. Po prawej stronie ołtarza umiejscowiona była chrzcielnica wykonana z szarego marmuru (owa chrzcielnica również doczekała się współczesności) ozdobiona rzeźbami (Jezus klęczący przed św. Janem podczas chrztu w Jordanie). Na ścianach po obu stronach zawieszone były stacje drogi krzyżowej, każda o wymiarach 150 × 80 cm. Te piękne rzeźbione stacje ufundował zamożny kolniczanin. Ambona stała po prawej stronie przy kopule, która niegdyś była zakończeniem starego kościoła (był on na przestrzeni wieków rozbudowywany i powiększany o kolejne nawy). Ambona również ozdobiona była rzeźbami przedstawiającymi:
- Jezusa na górze oliwnej wśród śpiących apostołów;
- Czterech ewangelistów;
- Dzieciątko Jezus z kulą symbolizującą Ziemię.

Po prawej stronie świątyni znajdował się ołtarz Starego Józefa, a po lewej – Maryi. Na lewo od obrazu z Maryją, zobaczyć można było krzyż z wiszącym nań naturalnych rozmiarów Chrystusem. Po zachodniej stronie kościoła znajdował się chór wyposażony w organy i miejsca dla śpiewających. Chór miał szerokość 6 metrów i opierał się na siedmiu drewnianych filarach. Drzwi wejściowe do kościoła wykonane były z drewna dębowego, obite blachą po obu stronach. Przejdźmy do zakrystii, która została dobudowana później. W tym przestronnym pomieszczeniu znajdował się ongiś konfesjonał. Drzwi odgradzające ją od reszty naw były, podobnie jak te wejściowe do kościoła, wykonane z dębu i obite po obu stronach solidną blachą. Niektóre kościelne okna posiadały żelazne kraty. Były to cztery małe okna w zakrystii (obecnie są trzy), cztery duże okna od strony południowej i jedno mniejsze od północy.

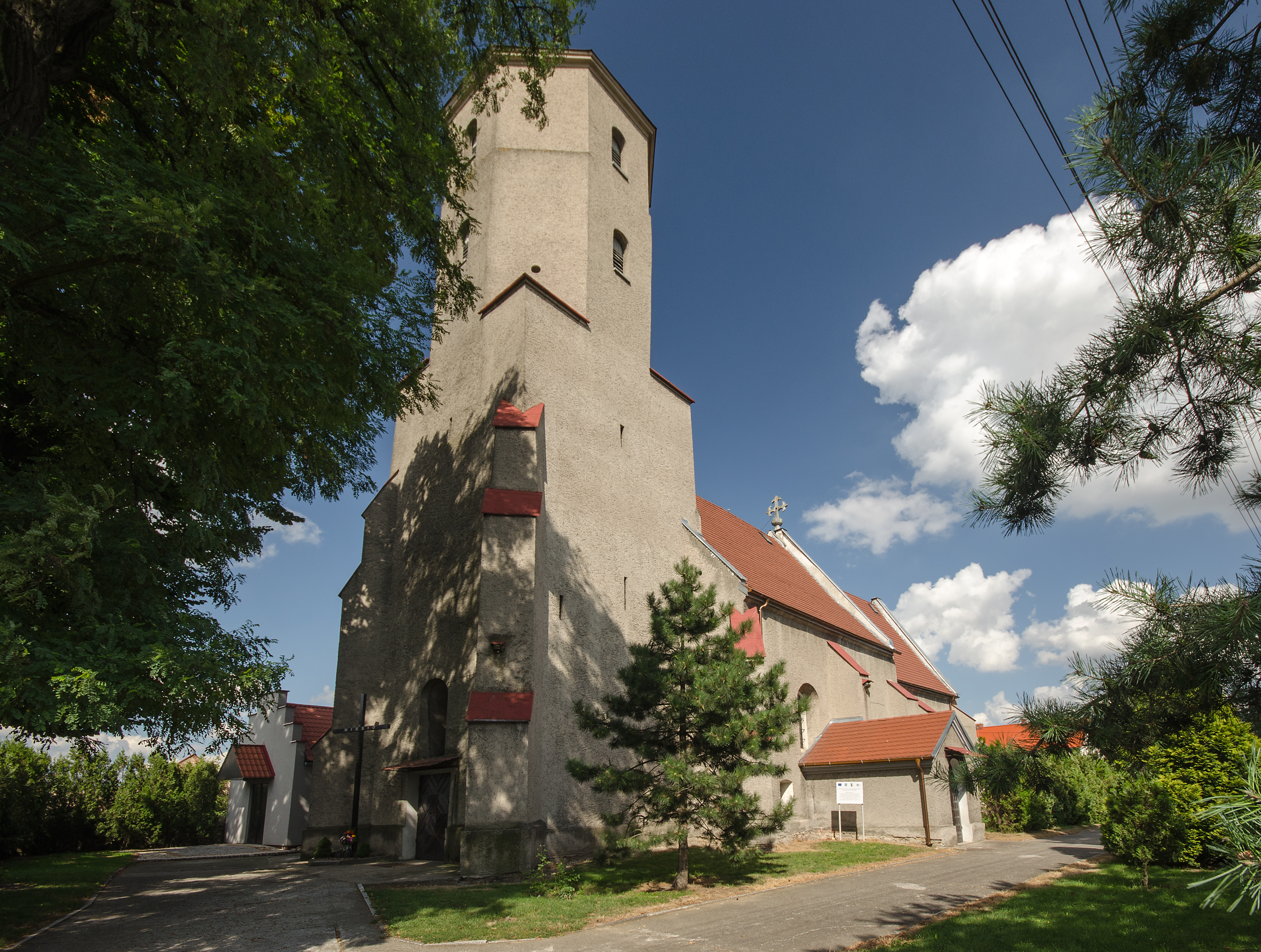
Kościół św. Wawrzyńca
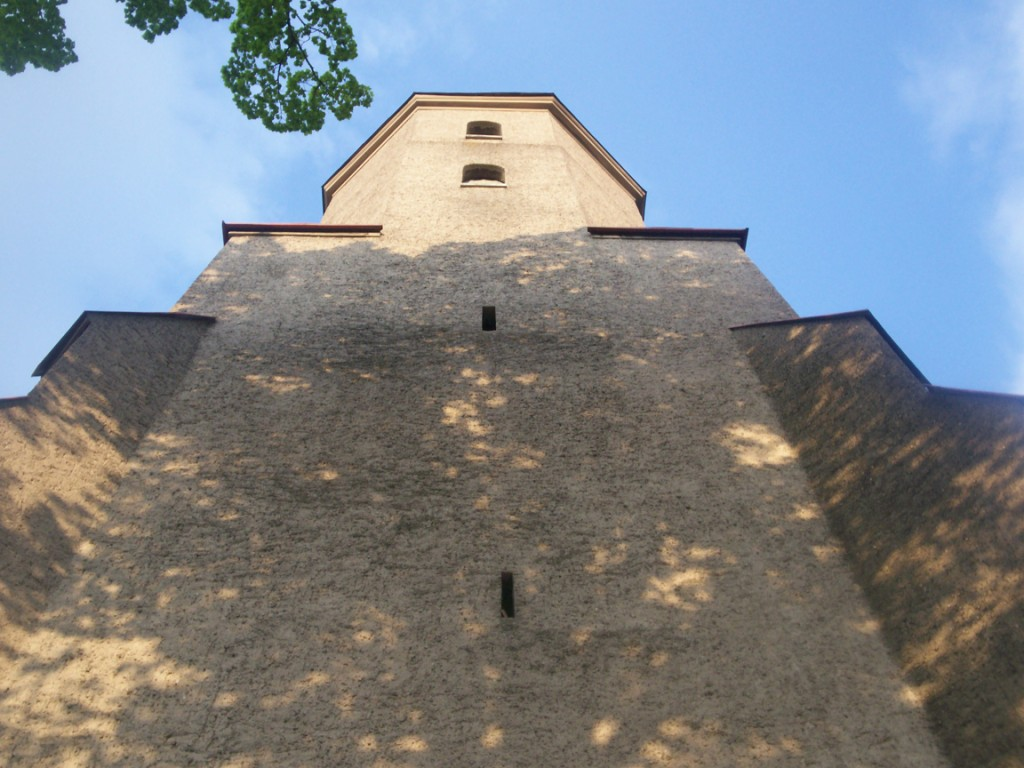
Kościół św. Wawrzyńca

## Ochotnicza Straż Pożarna w Kolnicy
Do 1923 r. wioska miała tylko zawodową straż pożarną, w której zatrudnionych było 6 mężczyzn. Dlatego też okręgowy mistrz ogniowy i jednocześnie okręgowy mistrz budowlany, pan Stahler przedstawił w gminie propozycję utworzenia OSP. Uważał on, że to konieczne, ponieważ w Lichtenbergu znajdowało się wiele gospodarstw położonych blisko siebie, co sprzyjało powstawaniu częstych pożarów. Na wyposażeniu znalazła się prawie nowa motopompa ręczna, brakowało jedynie dobrych strażaków. Wójt gminy August Seifert zwołał w maju 1923 zebranie, na które przybyli wszyscy zainteresowani, m.in.: przedstawiciele gminy, okręgowy ogniomistrz i jego zastępca, powiatowy mistrz kominiarski Rippchen i kilku młodszych mężczyzn mieszkających w gminie. Pan Stahler przedłożył wszystkim obecnym, jak ważne jest utworzenie OSP i prosił o wstąpienie do niej. Wśród obecnych znalazło się 20 młodych mężczyzn gotowych stawić czoła temu wyzwaniu. Każdy strażak zobowiązany był do uiszczania rocznych opłat. Od razu przystąpiono do wybrania zarządu, w którego skład wchodzili: przewodniczący i jego zastępca, członkowie zarządu, sekretarz, a zarazem skarbnik. W skład drużyny strażackiej wchodzili: ogniomistrz wraz z zastępcą, dwóch naczelnych strażaków, członek warty oraz pozostali. Osoby te, których nazwisk dziś trudno dociec, były wzorami do naśladowania, które wpisały się na stałe w historię wioski za sprawą swej odwagi i poświęcenia. Już wkrótce przystąpiono do manewrów ćwiczebnych. Strażacy spotykali się dwa razy w tygodniu wieczorem, kiedy to przechodzili bardzo dokładne szkolenia przygotowane przez kierownika. Każdy podchodził do rzeczy z ogromnym zapałem, dlatego też nasza jednostka należała niebawem do jednej z najlepszych drużyn w okręgu grodkowskim. Zarząd gminy również przychylił się ku potrzebom strażaków, dlatego już w październiku tego samego roku, każdy otrzymał ubranie robocze, sukno (ubiór odświętny), hełm i pas strażacki. Oprócz tego zakupiono 200 metrów węża, wysuwaną drabinę, pasy do wspinania i liny.
W lecie 1925 r. trzech strażaków wzięło udział w konkursie pierwszej pomocy, który odbywał się przez 10 kolejnych niedziel w Grottkau (dawna nazwa Grodkowa).
Pierwszy ogniomistrz wiedział, jak poprzez prowadzenie jednostki i dobry przykład ze swojej strony stworzyć zagorzałą grupę strażacką. Niejednokrotnie wieczorne ćwiczenia kończyły się miłymi spotkaniami, na które przybywali również pozostali mieszkańcy. Od czasu założenia, kolnicka OSP wystawiała corocznie styczniową sztukę teatralną. Spektakle te cieszyły się tak dużym zainteresowaniem wiejskiej społeczności, że często największe pomieszczenie w gminie nie było w stanie pomieścić wszystkich zgromadzonych. Następnego dnia wszyscy spotykali się, by uczcić sukces. Spotkania te trwały aż do wieczora. Trzy tygodnie później świętowano wieczór pożegnalny, na którym obecne były wszystkie kobiety, które wzięły udział w przedstawieniu. W 1929 r. odszedł w wieku 36 lat ogniomistrz Paul Mudrak. Jego miejsce zajął naczelny strażak Arthur Seifert, a na jego byłe stanowisko przeszedł Franz Weiser. Pięć lat później, straż dotknął kolejny cios; pierwszy ogniomistrz Franz Schmidt musiał odejść na emeryturę. W dowód uznania został mianowany „honorowym ogniomistrzem”. Prowadzenie straży objął po nim drugi ogniomistrz – człowiek pełen zapału. W lutym 1935 r. zmarł w wieku 35 lat na zapalenie płuc. Po jego śmierci stanowisko przejął Franz Weiser, a jego następcą był Karl Hampel. Obaj prowadzili straż aż do upadku. Od roku 1931 do wybuchu II wojny światowej wstąpiło do OSP trzynastu nowych członków.
W 1934 r. nasza straż otrzymała motopompę. Gmina sfinansowała zakup 6-osobowego wozu strażackiego, do którego przyczepiono pompę. Dzięki temu drużyna miała większe możliwości działania i np. w 1938 r. wyjeżdżała na akcje aż do Nysy, żeby wspólnie z innymi jednostkami straży pożarnej wypompowywać wodę z piwnic po powodzi, która dotknęła wtedy miasto. Od czasu utworzenia do 1939 r. jednostka OSP z Kolnicy była ośmiokrotnie wzywana do pożarów w gminie. Według źródeł były to interwencje przy gaszeniu: stodoły (kilka obiektów tego typu), sterty słomy, tartaku, który zapalił się w wyniku uderzenia pioruna, mieszkania, domu zapalonego wskutek uderzenia weń samolotu. Jeśli chodzi o pobliskie wioski, straż trzykrotnie wyjeżdżała do Wojsławia, dwukrotnie do Wierzbnika, Lipowej, Gnojnej, Młodoszowic. Po jednym razie drużyna wzywana była do Tarnawy, Jaszowa, Lubczy, Bąkowa i Kowalowa. W dwóch przypadkach jednostka otrzymała premię za najszybsze przybycie na miejsce zdarzenia. I wojna światowa przerzedziła oddziały straży. Większość mężczyzn została powołana do wojska i zginęła na froncie. Ci, którzy przeżyli zostali wygnani z kraju, a ich drogi rozeszły się we wszystkie strony świata.
W latach 60. XX wieku OSP w Kolnicy została reaktywowana. Wybudowana została nowa remiza. Jednostka otrzymała także wóz strażacki „Żuk” i dwie motopompy. OSP funkcjonuje do dziś. Zawodowa jednostka straży pożarnej przestała istnieć.

## Kolnica dzisiaj
Kolnica leży 7,5 km na płn. zach. od Grodkowa, 3,5 km od zjazdu z autostrady A-4. Dawniej była to droga nr 148 Rzeszy Niemieckiej, która prowadziła z Nysy do Wrocławia i dzieliła wioskę na dwie części. Dziś jest to droga krajowa nr 401, prowadząca z Nysy do Brzegu. W wyniku tego podziału powstała wieś górna (z kościołem) i dolna. Miejscowość leży średnio 167 m n.p.m. Liczba mieszkańców przed I wojną światową wynosiła 813, a w roku 1939 – 772. Obecnie w ponad 100 budynkach mieszkalnych zamieszkuje ją ok. 700 osób.